# Seigneurie de Grimbergen
Haut Moyen Âge – 1795
Entités suivantes :
- Département des Deux-Nèthes

La seigneurie de Grimbergen est un ensemble de terres, situées entre l'Escaut, le Rupel et la Dendre, possédées et administrées par les seigneurs de Grimbergen depuis le Moyen Âge jusqu'à la fin de l'Ancien Régime.

## Histoire

### Moyen Âge
Gauthier Ier Berthout est le premier seigneur de Grimbergen connu. Il participa à la première croisade aux côtés de Godefroy de Bouillon et fonde à son retour l'abbaye de Grimbergen aux environs de l'an 1110. Son fils, Arnould Ier Berthout, se rebella contre son suzerain, le comte de Louvain et landgrave de Brabant, ce qui déclencha la guerre de Grimbergen et aboutit à la destruction du bastion familial de Borgtberg (situé le long de la Senne au Sud-Est de l'actuelle Grimbergen) par Godefroid III de Louvain.
En 1197, la seigneurie de Grimbergen est divisée entre les deux fils de Gérard Ier Berthout. L'aîné, Gérard II, hérite des possessions qui passeront ultérieurement aux familles de Perwez, de Vianden et de Nassau. Le cadet, Arnould II, hérite quant à lui des possessions qui passeront ultérieurement aux familles d'Aa, de Glymes et de Mérode.
Aux alentours du début du XIVe siècle, les seigneurs de Grimbergen établissent leur résidence à l'emplacement actuel du Prinsenkasteel, alors appelé Boksem. Leur forteresse est toutefois à nouveau détruite à la suite des sièges de 1488 et 1489, menés respectivement par Maximilien d'Autriche, alors régent des Pays-Bas bourguignons, et par Albert III de Saxe.

### Époque moderne
La seigneurie de Grimbergen est élevée en 1625 au rang de comté en faveur de Godefroid de Glymes.
En 1686, le comte de Grimberghe, Philippe-François de Glymes, est élevé au rang de prince par le roi d'Espagne Charles II.
La seigneurie, divisée en 1197, est réunie en une principauté unique en 1752, lorsque Anne de Hanovre cède la partie qu'elle avait reçue de son époux, Guillaume IV d'Orange-Nassau, à Maximilienne d'Ongnies, princesse de Grimberghe.
Le domaine passe ensuite dans le giron de la famille de Mérode à la suite du mariage, en 1778, du comte Charles de Mérode (1762-1830) avec Marie d'Ongnies de Mastaing, princesse de Grimberghe. Leur fils aîné, Henri de Mérode (1782-1847), est le premier membre de la famille à porter le titre de prince de Grimberghe.

### Époque contemporaine
Le système féodal et les droits des seigneurs de Grimbergen prennent fin à la suite de l'occupation en 1794 des Pays-Bas autrichiens par les troupes françaises et à la réunion en 1795 de la Belgique à la République française. En 1831, la Constitution du Royaume de Belgique rétablit les titres de noblesse, sans toutefois y attacher de privilèges. Néanmoins, la famille de Mérode possède encore à cette époque des propriétés à Grimbergen, dont certaines seront revendues à la commune. C'est le cas du domaine du Prinsenkasteel, aujourd'hui reconverti en parc public.

## Liste des seigneurs de Grimbergen[6],[7],[8]
- Gauthier Ier Berthout, Sire de Grimberghe (†1120)
- Arnould Ier Berthout, Sire de Grimberghe (†ca1137)
- Gérard Ier Berthout, Sire de Grimberghe (†ca1186)
- Arnould II Berthout, Sire de Grimberghe
- Ode Berthout, Dame de Grimberghe + Gauthier d'Aa (†1236)

- Leon d'Aa, Sire de Grimberghe
- Gérard d'Aa, Sire de Grimberghe
- Jean I d'Aa, Sire de Grimberghe (†ca1360)
- Jean II d'Aa, Sire de Grimberghe
- Jeanne d'Aa, Dame de Grimberghe + Henri de Bautersem, seigneur de Berghes

- Jeanne de Bautersem, Dame de Grimberghe et de Berg + Jean IV de Glymes (†1427)

- Philippe de Glymes (de Berghes) (fils cadet des précédents), Baron de Grimberghe (†1464)
- Jacques de Glymes, Baron de Grimberghe (†1486)
- Georges de Glymes, Baron de Grimberghe (†1541)
- Ferry de Glymes, Baron de Grimberghe
- Jacques de Glymes, Baron de Grimberghe
- Godefroid de Glymes, Comte de Grimberghe (†1635)
- Eugène de Glymes, Comte de Grimberghe (†1670)
- Philippe-François de Glymes, Prince de Grimberghe (de Berghes) en 1686 (†1704)
- Alphonse de Glymes, Prince de Grimberghe (†1720)
- Madeleine de Glymes (de Berghes) (†1744) + Louis Joseph d'Albert (1672-1758), Prince de Grimberghe (1672-1758) (cf. en, et Scandaleuses.fr) : d'où Thérèse Pélagie d'Albert de Grimberghen (†1736), femme en 1735 de son arrière-petit-cousin Marie-Charles-Louis d'Albert de Luynes (1717-1771), Sans postérité

- Maximilienne Thérèse d'Ongnies (fille de Marie-Charlotte de Berghes, la sœur de Madeleine ; Racines&Histoire : Ongnies, p. 13-14), Princesse de Grimberghe (†1774) + Ferdinand-Gaston de Croÿ-Rœulx, duc de Croÿ (†1767)
- Othon d'Ongnies (cousin germain de la précédente), Prince de Grimberghe (†1791)
- Marie d'Ongnies, Princesse de Grimberghe (†1842) + Charles de Merode (†1830)

- Henri de Merode, Prince de Grimberghe (†1847)
- Charles de Merode, Prince de Grimberghe (†1892)
- Henri de Merode, Prince de Grimberghe (†1908)
- Charles de Merode, Prince de Grimberghe (†1977)
- Xavier de Merode, Prince de Grimberghe (†1980)
- Charles-Guillaume de Merode, Prince de Grimberghe